# ウンマ (シュメールの都市国家)

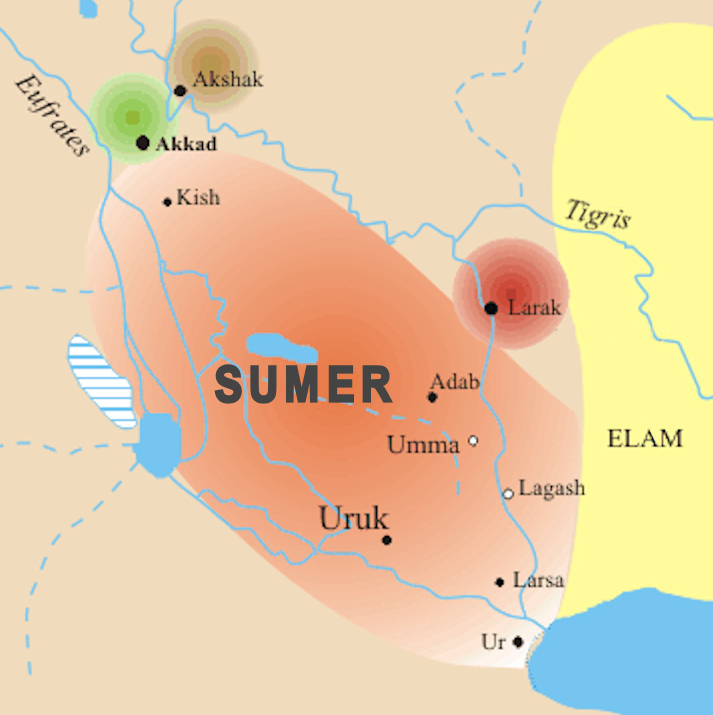
シュメールにおけるウンマ市の位置

ウンマ（シュメール語：𒄑𒆵𒆠 ummaKI、現：イラク、ジーカール県、ウンム・アル＝アカリブ〈Umm al-Aqarib〉、公式にはジシバン〈Gishban〉とも呼ばれる）はシュメールの古代都市。この遺跡のシュメール語とアッカド語の名称については学術的な議論がある。伝統的にウンマはテル・ジョハ（Tell Jokha）であるとされていた。最近では南東方向に7キロメートル弱の位置にあるウンム・アル＝アカリブがウンマであった、あるいはこの両方の名前がウンマであったという説が出されている。

## 歴史
初期のシュメールのテキスト、『イナンナの冥界下り』において、イナンナ女神は貧困の中で暮らしていたウンマの都市神シャラを冥界に連れ去ろうとする悪魔を思いとどまらせる。悪魔たちは最終的に、豪華絢爛な生活をしていたウルクの王ドゥムジをシャラの代わりに連れ去った。
前2400年頃、エンメテナ王によって記録されたラガシュとの長期にわたる国境紛争が最も良く知られている。この都市は前2275年頃、ルガルザゲシ王の統治の下で最盛期を迎えた。彼はウルとウルクをも支配していた。ウル第3王朝の下で、ウンマは重要な地方的中心となった。ウンマの遺跡で発見された30,000枚を超える粘土板の大半は当時の行政的・政治的文書である。これらによってウンマの出来事について非常に良く見通すことが可能になっている。シュルギ王（在位：前21世紀頃）のウンマ暦は後のバビロニア暦の先駆を成すものであり、パレスチナからの追放後のユダヤ人たちの暦（ユダヤ暦）にも間接的には関わりがある。ウンマは青銅器時代中盤に放棄されたと考えられる。

## 考古学
1854年、ウィリアム・ロフタスがテル・ジョハの遺跡を訪れ、1885年にはペンシルベニア大学のジョン・パネット・ピーターズがここを訪れた。1900年代初頭、ウンマから違法に発掘されたウル第3王朝時代の粘土板が数多く骨董市場に出回り始めた。テル・ジョハはウンマの属領であったギシャ（Gisha、Kissa）であると特定されており、ウンマそれ自体の遺跡は約6.5キロメートル南東にあるウンム・アル＝アカリブ〈Umm al-Aqarib〉にある。ウンム・アル＝アカリブにおいて、考古学者たちは初期王朝時代（前2900年頃-前2300年頃）まで遡る層を発見した。この層には神殿や宮殿であるとされている大規模建造物が含まれている。
2017年にスロヴァキア考古・歴史学研究所（the Slovak Archaeological and Historical Institute）がテル・ジョハの発掘を始めた。

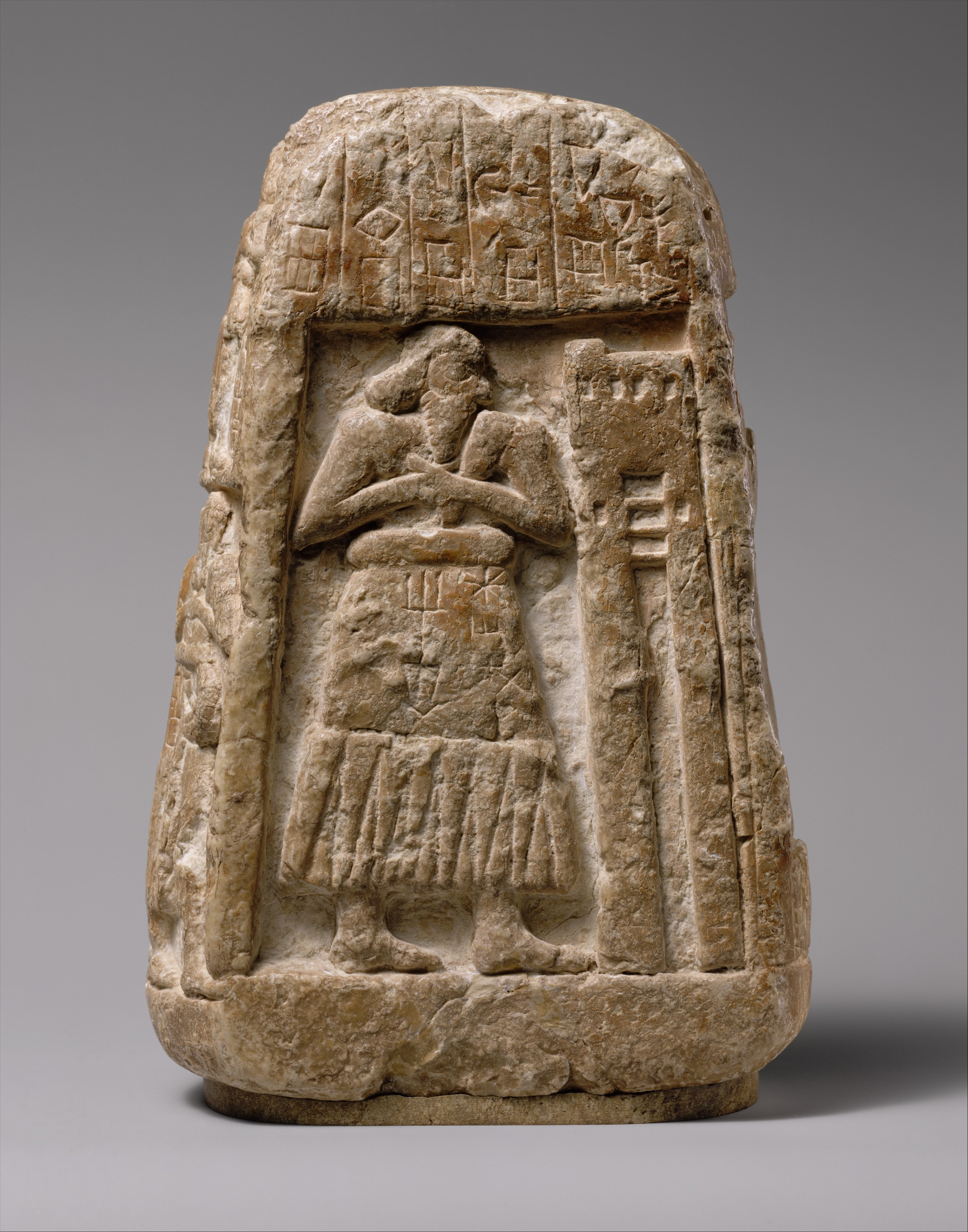
ウシュムガルの碑（英語版）。前2900年-前2700年頃。恐らくウンマから発見[11]。
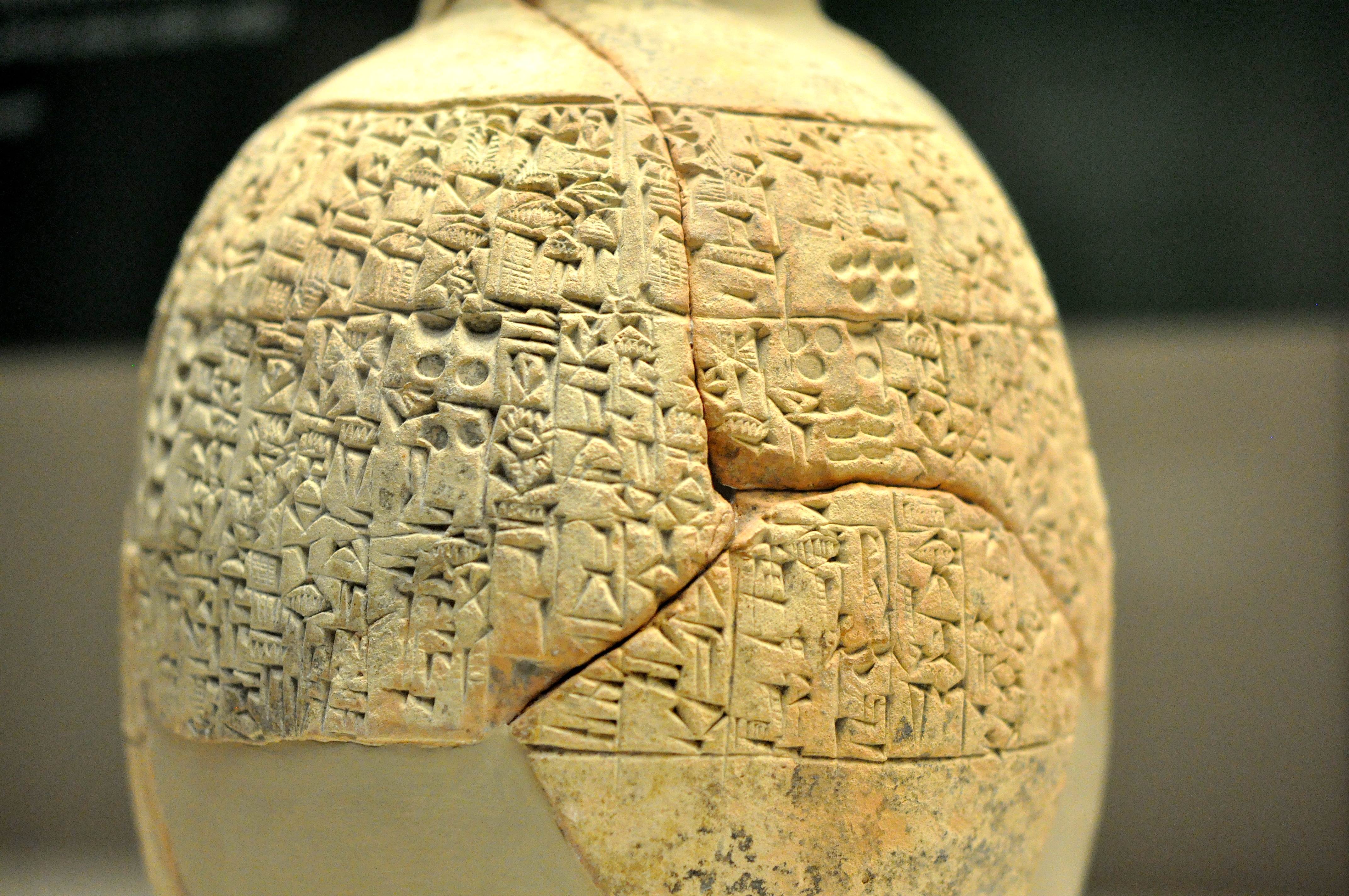
ウルルンマ（英語版）の子、ウンマ王Gishakiduの壺。刻まれている楔形文字文書にはラガシュとの間で争われた長期の国境紛争の記録がある。前2350年頃、イラク、ウンマで発見。ロンドンの大英博物館収蔵。
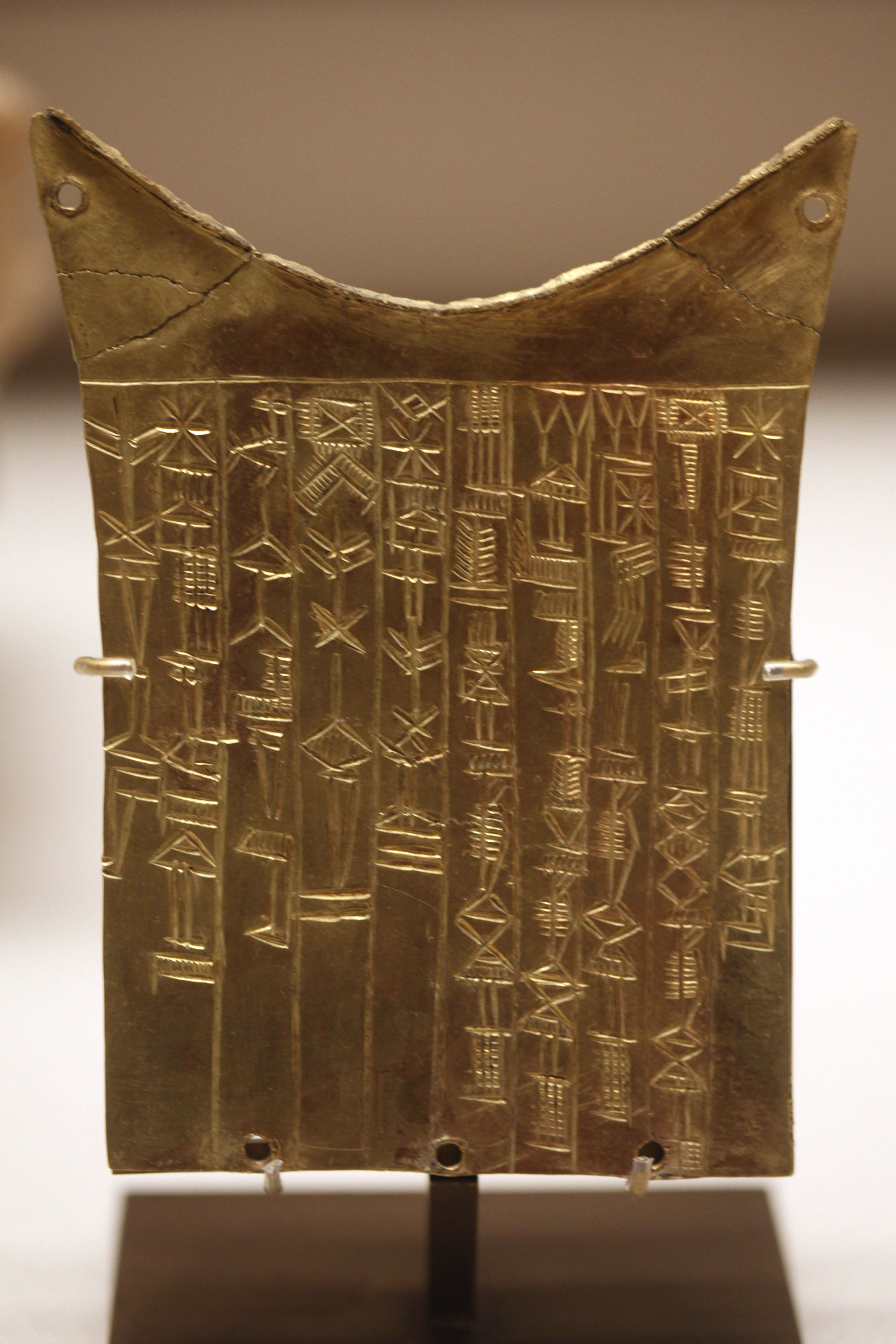
ウンマの王妃Bara-irnunが、助命されたことを感謝してシャラ神に奉納した飾り板。前2370年頃[12]。

### 略奪
2003年のイラク侵攻の間、連合軍が爆撃を開始した後、略奪者たちがウンマの遺跡にやってきた。現在、この場所には数百もの溝、盗掘孔があばたのようにあけられている。この過程で、将来の公的な発掘と調査の見通しは非常に暗いものとなった 。

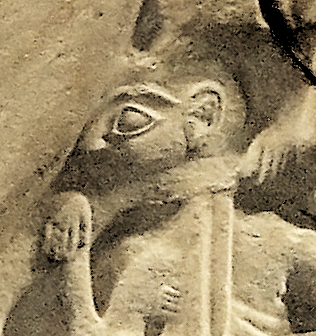
ハゲワシの碑に描かれた捕らわれた男。

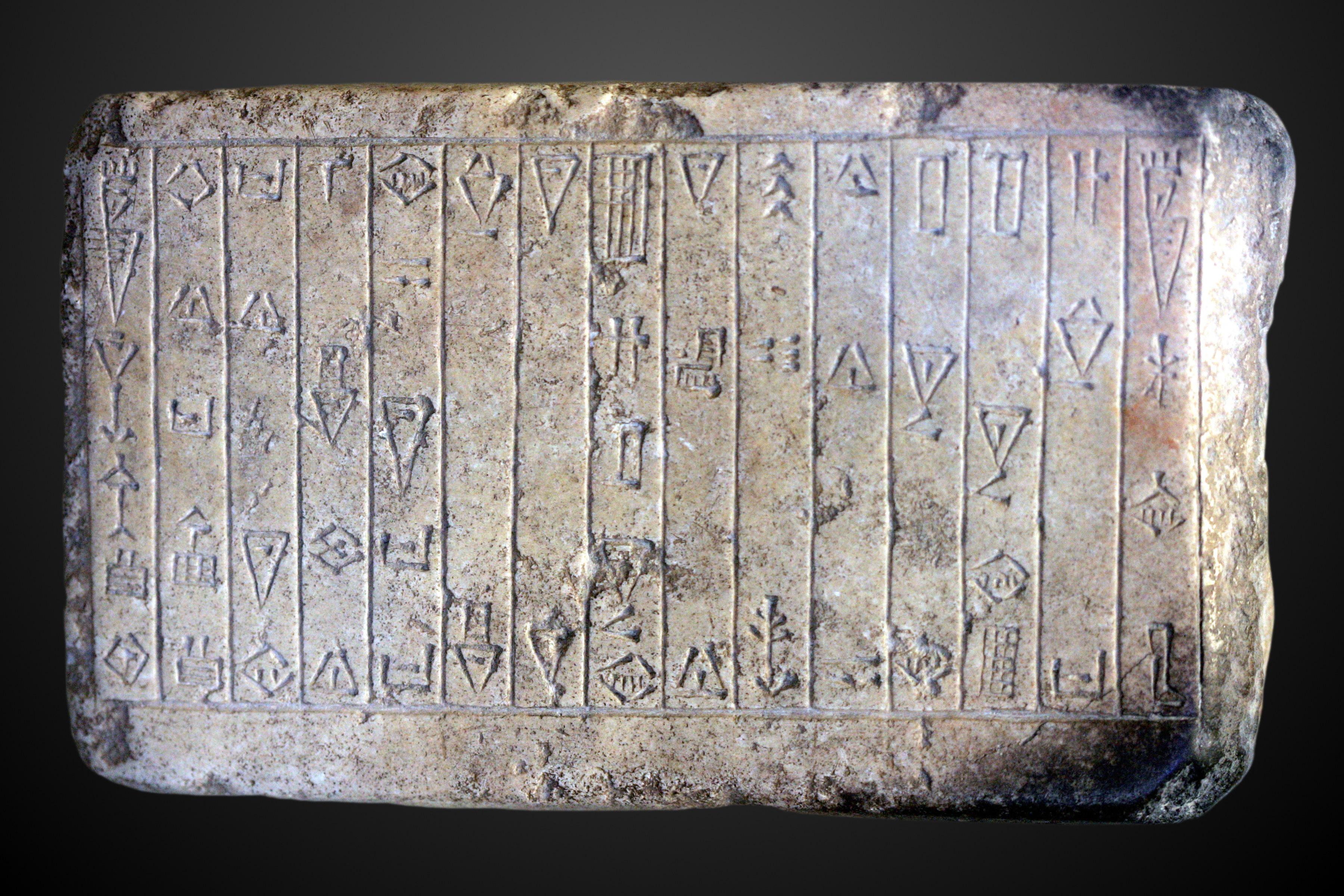
前2130年頃のウンマの碑文。「ウンマのエンシ、ルガルアンナトゥムは... このE.GIDRU[王笏]神殿をウンマに建て、彼の基礎を埋めこみ、[そして]命令を行使した。この時Si'umがグティ人の王であった。」。ルーブル美術館収蔵。

2011年、発展途上国の文化遺産への脅威を監視するアメリカのNGO団体のプロジェクト、グローバル・ヘリテージ・ネットワーク（GHN）が2003年と2010年の航空写真の比較画像を公開し、全体でおおよそ1.12平方キロメートルの範囲における、この期間の略奪者の盗掘孔による破壊の状況を示した。ウンム・アル＝アカリブの状況に関連するさらなる画像は、イラクの考古学遺産の破壊についてのタッカー（Tucker）の記事に掲載されている。

## ウンマの君主
キシュの王アッガ（前26世紀頃）は恐らくウンマを占領し、その結果初期王朝時代の間、ザバラは彼に従属していた。

### ウンマ第1王朝
| 君主                      |  | 推定在位年代          | 備考                                                                                            |
| ------------------------- |  | --------------------- | ----------------------------------------------------------------------------------------------- |
| パビルガガルトゥク        |  | 前26世紀              | ウンマのエンシ。彼はラガシュのウル・ナンシェによって捕らわれた。                                |
| ウシュ （ニンタ（Ninta）) |  | 前2500年頃            | ラガシュを攻撃し、メシリムが設置した境界石を除去した。その後、エアンナトゥムによって破られた.。 |
| エンアカルレ              |  | 前2500年頃-前2400年頃 | エアンナトゥムと国境画定の条約を結んだ。                                                        |
| ウルルンマ                |  | 前2500年頃-前2400年頃 | エンアカルレの息子。エンアンナトゥム1世に挑んだが、彼の後継者エンメテナに敗れた。               |
| イル                      |  | 前2500年頃-前2400年頃 | ウルルンマの後継者。彼はエンアンナトゥム2世に対して反乱を起こし、ウルナンシェの王朝を滅ぼした。 |
| ギシャキドゥ              |  | 2500–2400 BCE         | イルの息子。                                                                                    |
| エディン                  |  | 前2500年頃-前2400年頃 | ウンマの君主。                                                                                  |
| メアンネドゥ（Meanedu）   |  | 前2500年頃-前2400年頃 | ウンマの君主。                                                                                  |
| ウシュルドゥ（Ushurdu）   |  | 前2500年頃-前2400年頃 | ウンマの君主。                                                                                  |
| ウクシュ                  |  | 2400–2300 BCE         | ルガルザゲシの父.。                                                                             |
| ルガルザゲシ              |  | 2400–2300 BCE         | 全シュメールを征服し、ウルク第3王朝を築いた。その後アッカドの王サルゴンによって打ち破られた。   |

### ウンマ第2王朝
| 君主               |  | 推定在位年代 | 備考                   |
| ------------------ |  | ------------ | ---------------------- |
| ルガルアンナトゥム |  | 前2113年頃   | グティ人の王朝の臣下。 |